# گالاکتوز
گالاکتوز یا گالاکتُز یک منوساکارید یا قند ساده با ارزش غذایی است که به خوبی در آب حل می‌شود. گالاکتوز به وفور در فراورده‌های لبنی یافت می‌شود.

## ترکیب شیمیایی
فرمول شیمیایی آن C۶H۱۲O۶ بوده لذا ایزومر گلوکز و فروکتوز است. 
گالاکتوز در اثر یک واکنش دهیدراسیون با گلوکز تشکیل یک قند دی ساکارید بنام لاکتوز می‌دهد که به عنوان قند شیر نیز معروف است. هیدرولیز لاکتوز به وسیلهٔ آنزیم لاکتاز اجزای سازندهٔ آن که همان گلوکز و گالاکتوز هستند را تولید می‌کند.